# Pseudeutropius buchanani
Pseudeutropius buchanani är en fiskart som först beskrevs av Valenciennes, 1840.  Pseudeutropius buchanani ingår i släktet Pseudeutropius och familjen Schilbeidae. IUCN kategoriserar arten globalt som otillräckligt studerad. Inga underarter finns listade i Catalogue of Life.